# Remartinia restricta
Remartinia restricta är en trollsländeart som beskrevs av Carvalho 1992. Remartinia restricta ingår i släktet Remartinia och familjen mosaiktrollsländor. Inga underarter finns listade i Catalogue of Life.